# Le Papa flingueur
Le Papa flingueur (The Cartridge Family) est le 5e épisode de la saison 9 de la série télévisée d'animation Les Simpson.

## Synopsis
Homer Simpson emmène la famille voir un match de foot. Devant le peu d'intérêt du match, une émeute éclate dans le stade et se propage dans Springfield. Pour protéger sa famille, Homer décide de se procurer une arme....

## Note
- Dans cet épisode, c’est Daniel Lafourcade qui double Lenny et Moe. Gilbert Lévy fut remplacé pour 2 épisodes de la saison 8 et 3 épisodes de la saison 9.